# Girolamo Dandini (gesuita)
Girolamo Dandini (Cesena, 26 maggio 1554 – Forlì, 29 novembre 1634) è stato un gesuita, teologo e diplomatico italiano, al servizio della Chiesa cattolica.

## Biografia
Appartenente a una famiglia aristocratica di Cesena, nipote dell'omonimo cardinale, entrò nella Compagnia di Gesù. Venne inviato a Parigi, dove fu il primo gesuita a insegnare filosofia. È autore di alcune opere di teologia, Ethica Sacra.
Nel 1596 fu inviato da Clemente VIII in Libano, allora nell'Impero ottomano, per prendere contatti con la Chiesa maronita. La sua relazione, giudicata ottima per le informazioni di tipo antropologico, è stata tradotta successivamente anche in lingua francese.